# Singapores administrativa indelning

Singapores distrikt

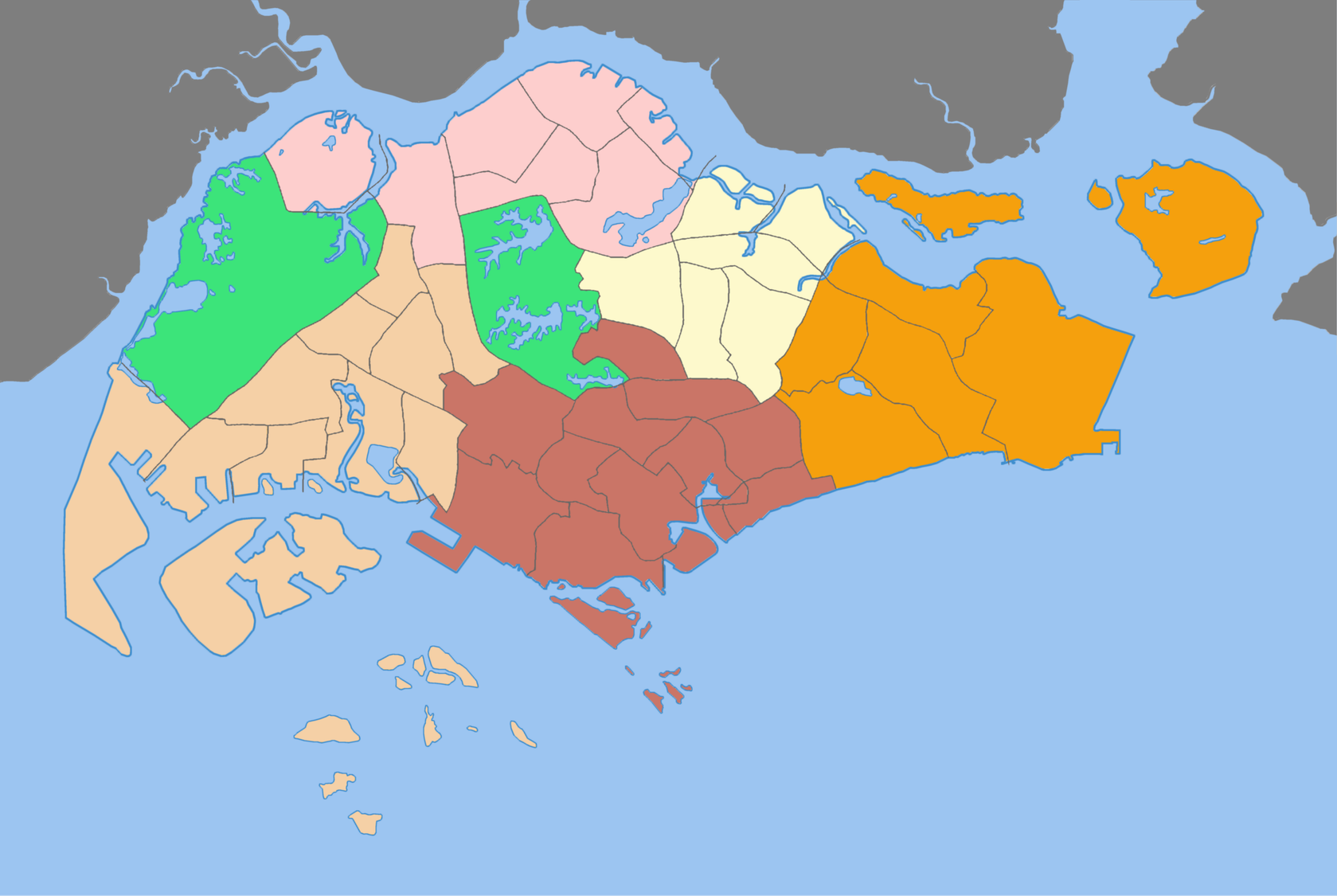
Singapores “Planning areas”

Önationen Singapore (engelska: Republic of Singapore, malajiska: Republik Singapura) är administrativt indelat i 5 regioner (regions).
Distrikten  är underdelade i planområden (Planing Areas, totalt 57), förutom det är nationen underdelad i valkretsar (electoral divisions, totalt 31).
Tidigare var önationen underdelad i 9 distrikt, 24 november 2001 infördes nuvarande system. Distriktens geografi har ändrats lite sedan de infördes 2001, områden har inte naturliga gränser utan bygger på stadsplanering. Parallellt med regionerna finns kommunutvecklingsdistrikt (Community Development Council Districts) som i stort har samma geografiska täckning.

## Regionerna
| nr | region            | regionscenter   | yta (km²) | planning area |
| -- | ----------------- | --------------- | --------- | ------------- |
| 1  | West Region       | Jurong East     | 201,30    | 12            |
| 2  | North Region      | Woodlands       | 134,50    | 8             |
| 3  | Central Region    | Central Area    | 132,70    | 22            |
| 4  | North East Region | Selatar         | 103,90    | 9             |
| 5  | East Region       | Tampines        | 93,10     | 6             |
|    | Singapore         | (exklusive öar) | 665,50    | 57            |

## Komunutvecklingsdistrikt
- South West Community Development Council
- North West Community Development Council
- Central Singapore Community Development Council
- North East Community Development Council
- South East Community Development Council